# Amaka Okafor
Amaka Okafor är en brittisk skådespelare.
Okafor har bland annat medverkat i TV-serierna Bodies och Grace. Hon har även medverkat i filmen och Greatest Days.

## Filmografi (i urval)
- 2021 – Grace (TV-serie)
- 2022–2024 – The Responder (TV-serie)
- 2023 – Greatest Days
- 2023 – Bodies (TV-serie)
- 2025 – Black Rabbit (TV-serie)